# Unruhen in Havanna 1994
Die Unruhen in Havanna 1994, auch bekannt als der Maleconazo oder Habanazo, waren der erste größere Volksaufstand in Kuba seit dem Sieg der Revolution im Jahre 1959. Am 5. August 1994 versammelten sich in der Hauptstadt Havanna tausende Menschen, um gegen die schwierigen Lebensumstände inmitten der sogenannten periodo especial nach dem Zerfall des Ostblocks, die etwa in diesem Sommer 1994 ihren Tiefstpunkt erreichten, zu protestieren.
In jenen Tagen des Sommers des Jahres 1994 gab es zahlreiche Versuche in Havanna, Schiffe zu entführen, um damit aus Kuba zu fliehen und nach Florida zu gelangen. Am 13. Juli des Jahres wurde der Schlepper „13 de Marzo“ mit rund 70 Personen an Bord von der kubanischen Marine versenkt, als dieser entführt worden war und in Richtung USA steuerte. Dabei kamen 40 Personen ums Leben. Eine am 3. August entführte Fähre wurde von der US-Küstenwache aufgebracht. Den Passagieren wurde Asyl in den Vereinigten Staaten angeboten. 120 akzeptierten, der Rest wurde mit der Fähre wieder zurück nach Kuba gebracht.
An diesem 5. August wurde eine weitere Fähre, die über die Bucht von Havanna pendelte, entführt. Es verbreiteten sich rasend schnell Gerüchte, auch durch den aus Miami sendenden exilkubanischen Propagandasender Radio Martí kräftig geschürt, über weitere Entführungen. Tausende Kubaner, teils aus Neugier, teils um einen solchen Transfer nach Florida zu erwischen, wurden angelockt und füllten zuerst die Hafenanlagen, später dann den ganzen Malecón. 
Diese spontane, massenhafte Konzentration aus unzufriedenen Menschen führte zu einem neuen Bewusstsein kollektiver Stärke. Zum ersten Mal waren Sprechchöre wie „¡Cuba sí, Castro no!“ (Kuba ja, Castro nein!) oder „¡Libertad, libertad!“ (Freiheit, Freiheit) zu hören. Außerdem wurden Hotelanlagen und Devisenläden geplündert. Auch wurden Polizisten angegriffen, verletzt und in einem Fall sogar getötet.
Während Verteidigungsminister Raúl Castro den Einsatz des Militärs forderte, erschien Fidel, der auf Grund seines Charismas noch immer hohes Ansehen in der kubanischen Bevölkerung genoss, persönlich, um die Situation vor Ort zu beruhigen. Er forderte die Demonstranten auf, nach Hause zu gehen und versprach, dass jeder der das Land verlassen wolle, dies tun könne. Es waren Sprechchöre wie „¡Viva Fidel“ oder „¡Esta calle es de Fidel!“ – „Diese Straße gehört Fidel!“ zu hören. Auch Polizei trat nicht offen in Erscheinung, um den Aufstand niederzuschlagen. Die Regierung schickte stattdessen paramilitärische Arbeitsbrigaden, sogenannte Contingentes, welche ziemlich brutal mit den Aufständischen umgingen.
Wegen der fehlenden Konfrontation mit der Staatsgewalt sowie des persönlichen Erscheinens des Revolutionsführers deeskalierte die Situation noch am gleichen Tag. Die kubanische Regierung verurteilte die Ausschreitungen als das Werk ausländischer Provokateure und asozialer Gruppen.

## Balsero-Krise
Infolge dieses Ereignisses wurde der Grenzschutz seitens Kubas aufgehoben. Castro griff wiederholt zum Ventil der Massenauswanderung, um die Lage zu beruhigen. Abermals seit der Mariel-Bootskrise 1980 flohen tausende Kubaner mit selbstgebauten Booten (spanisch: balsa – Floß) über das Meer Richtung Florida, was als Balsero-Krise (Flößer-Krise) in die Geschichte einging. In dem Monat bis zur erneuten Grenzschließung durch Kuba gelang Presseberichten zufolge mehr als 33.000 Kubanern die Flucht. Angesichts des für die USA kaum zu bewältigenden Massenandrangs kubanischer Flüchtlinge in Florida und der zahlreichen Todesfälle bei missglückten Fluchtversuchen verkündete US-Präsident Bill Clinton am 19. August 1994 die Aussetzung der bisherigen Praxis, nach der allen kubanischen Flüchtlingen in den USA automatisch Asyl gewährt wurde. Die auf See aufgegriffenen Bootsflüchtlinge wurden seitdem von der US-Küstenwache zunächst in eigens eingerichtete Aufnahmelager auf der US-Marinebasis Guantanamo Bay gebracht, von wo aus sie erst nach Einzelfallprüfung und monatelanger Wartezeit in die USA einreisen durften. Anschließend traten die Regierungen der beiden Staaten in Verhandlungen ein, die am 9. September 1994 in einem Übereinkommen über eine kontrollierte Auswanderung mündeten. Die USA verpflichteten sich, jährlich mindestens 20.000 Visa für eine legale Einwanderung zu erteilen. Im Mai 1995 wurde dann die sogenannte wet foot dry foot policy (Nasser-Fuß-Trockener-Fuß-Politik) eingerichtet. Diese bedeutet, dass ein kubanischer Flüchtling, der US-amerikanischen Boden erreicht, in den USA bleiben darf, dagegen jemand der auf offener See aufgebracht wird, nach Kuba zurückkehren muss.